# Jeanne Martin Cissé
Jeanne Martin Cissé (6 tháng 4 năm 1926 – 21 tháng 2 năm 2017) là một giáo viên người Guinea và chính trị gia dân tộc, từng làm đại sứ tại Liên Hợp Quốc và năm 1972 là người phụ nữ đầu tiên làm Chủ tịch Hội đồng Bảo an Liên Hợp Quốc. Bà phục vụ trong chính phủ Guinea với tư cách là Bộ trưởng Bộ Xã hội từ năm 1976 cho đến cuộc đảo chính quân sự năm 1984.

## Thời niên thiếu và học hành
Martin Cissé sinh ra ở Kankan, Guinea, sinh vào ngày 6 tháng 4 năm 1926, là con cả trong một gia đình có bảy người con. Cha cô (Darricau Martin Cissé), nhân viên PTT cho chính quyền thực dân Pháp, là Malinke với nguồn gốc Soninke (với bà nội của cô) và mẹ cô (Damaye Soumah), nữ hộ sinh, Soussou . Cô đã tham dự École Normale d'Institutrices de Rufisque tại Dakar, Sénégal, nơi cô được đào tạo để trở thành một giáo viên.

## Nghề nghiệp
Martin Cissé là một trong những giáo viên nữ đầu tiên của Guinea và được bổ nhiệm vào trường nữ sinh ở Kankan vào năm 1944. Cô trở thành thành viên của Liên minh Madingue vào năm 1946. Cô gặp Tổng thống tương lai Ahmed Sékou Touré, sau đó là một đoàn viên công đoàn PTT, và gia nhập Rassemblement Démocratique Africaain vào tháng 12 năm 1947. Cô sống ở Sénégal với chồng vào những năm 1950 và đại diện cho Liên minh Dân chủ Senegal tại Đại hội Liên đoàn Phụ nữ Quốc tế ở Pháp vào tháng 10 năm 1954. Sau cuộc trưng cầu dân ý năm 1958 của Guinea, cô trở về Guinea nơi chồng cô trở thành chánh văn phòng cho Bộ trưởng Bộ Y tế tại Cộng hòa Guinea mới.
Năm 1959, Martin Cissé là đại biểu của đại hội của Hội Phụ nữ Tây Phi ở Bamako, nơi tìm cách duy trì phong trào phụ nữ châu Phi. Bà là Tổng thư ký của Tổ chức Phụ nữ Pan Phi từ năm 1962 đến năm 1972. Bà được bầu vào quốc hội năm 1968 và gia nhập Ủy ban Trung ương sau khi chồng bà qua đời năm 1971. Bà là Phó Chủ tịch phụ nữ đầu tiên của Quốc hội Guinea. Bà là Tổng thư ký Hội nghị Phụ nữ Châu Phi cho đến năm 1974 và là đại biểu của Ủy ban Liên hợp quốc về Tình trạng Phụ nữ ở Geneva và Ủy ban Nhân quyền Liên Hợp Quốc.
Năm 1972, Martin Cissé được bổ nhiệm làm Đại diện thường trực của Guinea tại Liên Hợp Quốc. Guinea là thành viên không thường trực của Hội đồng Bảo an Liên Hợp Quốc và bà trở thành người phụ nữ đầu tiên làm chủ tịch hội đồng. Cô cũng được bầu làm chủ tịch Ủy ban đặc biệt của Liên hợp quốc chống lại Apartheid.
Martin Cissé trở lại Guinea năm 1976 theo yêu cầu của Tổng thống Touré, người đã bổ nhiệm bà làm Bộ trưởng Bộ Xã hội và là thành viên của Đảng Dân chủ Bộ Chính trị Guinea. Sau cái chết của Touré năm 1984, cô bị bắt cùng với một số nhà lãnh đạo chính trị khác và bị giam giữ trong 13 tháng trước khi được thả ra mà không bị buộc tội. Sau nỗ lực đảo chính thất bại của Diarra Traoré vào tháng 7 năm 1985, cô rời Guinea, đầu tiên di chuyển đến Sénégal và sau đó đến Hoa Kỳ. Năm 1988, cô gia nhập Ủy ban Đoàn kết Quốc tế Phụ nữ và Trẻ em ở Nam Phi. Năm 2004, cô là thành viên của Hiệp hội Phụ nữ Pháp ngữ Quốc tế. Năm 2006, Tổng thống Hoa Kỳ George W. Bush đã gửi một thông điệp chúc mừng sinh nhật lần thứ 80 của Martin Cissé, thừa nhận "lòng can đảm và công việc của cô".
Tiểu sử của Martin Cissé, Con gái của Milo, được xuất bản năm 2008  Năm 2014, Tổng thống Nam Phi Jacob Zuma đã trao cho Martin Cissé Huân chương Oliver Tambo để thừa nhận vai trò của cô như một nhà lãnh đạo nữ và người mẫu mực trong cuộc đấu tranh vì quyền của phụ nữ ở Châu Phi. Tuy nhiên, cô đã bị chỉ trích vì tầm thường hóa tội ác của Touré, dưới chế độ có tới 50.000 người đã bị giết.

## Giải thưởng và Công nhận
- Giải thưởng Kuumba cho "những đóng góp quan trọng cho người dân châu Phi", 1974 [14]
- Giải thưởng hòa bình Lênin, 1975 [5]
- Huân chương đồng hành của OR Tambo, 2014, vì "đóng góp xuất sắc của cô trong việc tố cáo phân biệt chủng tộc trên sân khấu thế giới của Liên hợp quốc và lập trường chống lại những bất công đang xảy ra ở Nam Phi trong thời gian phân biệt chủng tộc." [11][15]

## Đời tư
Năm 1946, Martin Cissé kết hôn với Mohamed Camara, một thanh tra cảnh sát mà cô không quen biết từ trước. Chồng cô qua đời trong một tai nạn xe hơi vào cuối năm đó khi cô mang thai ba tháng. Năm 1948, cô kết hôn với chồng mới là Ansoumane Touré, một trong những người sáng lập Đảng Dân chủ Guinea. Anh ta cũng chết trong nhà tù Camp Boiro vào năm 1971 sau khi bị bắt bởi chiến dịch Mar Verde. Martin Cissé đã có sáu người con với anh. Cô sống ở Baltimore, Maryland, Hoa Kỳ cho đến khi qua đời (vào năm 2017).

## Tác phẩm
- “Woman, the first teacher”. Prospects – Quarterly Review of Education. 5. 1975. Bản gốc lưu trữ ngày 2 tháng 8 năm 2019. Truy cập ngày 25 tháng 7 năm 2019.
- International Solidarity with the Struggle for Liberation in South Africa. 1976.
- “Family Problems in Africa”. Guild Prac. 37: 23. 1980.
- La fille du Milo (bằng tiếng Pháp). Présence Africaine. 2010. ISBN 9782708708020.  La fille du Milo (bằng tiếng Pháp). Présence Africaine. 2010. ISBN 9782708708020.  La fille du Milo (bằng tiếng Pháp). Présence Africaine. 2010. ISBN 9782708708020.